# Фінн Володимир Васильович
Фінн Володимир Васильович (19 квітня (1 травня) 1878, Київ, Російська імперія — 15 жовтня 1957, Житомир, УРСР) — український ботанік та ембріолог рослин, доктор біологічних наук, професор Київського університету, декан біологічного факультету, Заслужений діяч науки і техніки УРСР (1935).

## Біографія
Народився в родині колезького радника. У 1901 році закінчив Київський університет. У 1902—1941 працював у ньому. У 1902—1915 роках був асистентом кафедри морфології і систематики рослин, якою тоді завідував Сергій Навашин. З 1915 року працював на посаді старшого асистента.
Паралельно в 1911—1913 роках викладав природознавство в Колегії Павла Ґалаґана, яку полишив за станом здоров'я.
1920 року став доцентом кафедри Київського інституту народної освіти, а 1922 року очолив відділ ембріології науково-дослідної кафедри ботаніки при інституті. У 1927—1933 роках був професором цієї кафедри. Після відновлення університету 1933 року був призначений завідувачем кафедрою ботаніки.
Паралельно на початку 1930-х років був обраний деканом біологічного факультету Інституту професійної освіти, у 1935-1936 - деканом цього факультету Київського університету, а в 1936—1941 роках був призначений директором науково-дослідного інституту біології при факультеті.
У 1922—1930 роках — професор кафедри ботаніки Київського сільськогосподарського інституту.
У 1944—1951 роках завідував кафедрою ботаніки Житомирського сільськогосподарського інституту.

## Наукова діяльність
Досліджував ембріологію та систематику рослин. Вперше описав спермії покритонасінних рослин у 1912 році, зокрема ваточника. Займався каріосистематикою.
У 1929 році захистив дисертацію доктора біологічних наук на тему еволюції чоловічого гаметофіту квіткових рослин.
Вивчав вади розвитку квітки цукрового буряка під впливом інбридингу.
Один зі збирачів гербарію Ботанічного саду імені О. В. Фоміна.

## Наукові публікації
- С. Г. Навашин, В. В. Финн. К истории развития халазогамных Juglans niger и Juglans regia. Извѣстія Императорской Академіи Наукъ. VI серія, 5:1 (1911), 46–49
- Finn, Wladimir W. (1925). Male Cells in Angiosperms. I. Spermatogenesis and Fertilization in Asclepias cornuti. Botanical Gazette. 80 (1): 1—25. doi:10.1086/333502. ISSN 0006-8071.(англ.)
- Саговники (1926)
- «Чоловічі клітини скритонасінних рослин. ІІІ. Сперматогенез у Vinca minor та V.herbacea» (1928)
- В. В. Финн. Сергей Гаврилович Навашин (1857—1930). Некролог. Известия Академии наук СССР. VII серия. Отделение математических и естественных наук, 1931, № 7, 881—901
- В. В. Фінн. Досягнення і роль Київського державного університету в розвитку ембріології, генетичної цитології й філогенетичної систематики рослин в СРСР та за його межами. В кн. Розвиток науки в Київському університеті за сто років. — К.: Вид. Київ. держ. унів., 1935. — С. 105—126.
- WW Finn. Vergleichende Embryologie und Karyologie einiger Cuscuta-Arten. — J. Inst. Bot. Acad. Sci. Ukr, 1937